# Gesetz über Tageseinrichtungen für Kinder (Niedersachsen)
Das Gesetz über Tageseinrichtungen für Kinder (KiTaG) regelte die Kindertagesbetreuung in Niedersachsen. Es führte das Kinder- und Jugendhilfegesetz auf Landesebene aus. Es wurde außer Kraft gesetzt und am 1. August 2021 durch das Niedersächsische Gesetz über Kindertagesstätten und Kindertagespflege (NKiTaG) abgelöst.
§ 12 des Gesetzes regelte, dass jedes Kind Anspruch auf den Besuch eines Kindergartenplatzes hat. Das betraf lediglich eine Vormittagsbetreuung.